# Jędrzej Tucholski
Jędrzej Tucholski (ur. 24 marca 1932 w Poznaniu, zm. 21 maja 2012 w Warszawie) – polski inżynier elektryk oraz autor, zajmujący się tematyką historii II wojny światowej, m.in. cichociemnych i zbrodni katyńskiej.

## Życiorys
Był synem porucznika rezerwy, docenta doktora Tadeusza Tucholskiego (1898-1940), specjalisty w dziedzinie chemii fizycznej, ofiary zbrodni katyńskiej i Zofii z domu Osuchowskiej (zm. 1988); miał siostrę Hannę.
Absolwent Wydziału Elektrycznego Politechniki Warszawskiej z 1954 z tytułem inżyniera elektryka. Był pracownikiem Instytutu Elektrotechniki w Warszawie-Międzylesiu. W 1972 zainteresował się bliżej historią Cichociemnych i rozpoczął pracę badawczą na ten temat. Ponadto badał tematykę zbrodni katyńskiej. W 1989 współzałożyciel Niezależnego Komitetu Historycznego Badania Zbrodni Katyńskiej. Uczestniczył w ekshumacji ofiar zbrodni katyńskiej w Charkowie i Miednoje w 1991 roku oraz w Katyniu w 1994 roku. W 1993 był w Komitecie Organizacyjnym Federacji Rodzin Katyńskich. Działał w Stowarzyszeniu Rodzina Katyńska w Warszawie, był także przewodniczącym Zarządu Polskiej Fundacji Katyńskiej. Członek Rady Programowej półrocznika „Pamięć i Sprawiedliwość” Instytutu Pamięci Narodowej. W latach 1995–2000 wicedyrektor Centralnego Archiwum MSWiA. W latach 2000–2005 zastępca szefa Biura Udostępniania i Archiwizacji Dokumentów IPN, a następnie do 2008 roku – główny specjalista w tym biurze.
Został pochowany 29 maja 2012 na cmentarzu parafii Najświętszego Serca Pana Jezusa w Starej Miłośnie.

## Książki
- Cichociemni 1941–1945: sylwetki spadochroniarzy, Warszawa 1984
- Powracali nocą, Warszawa 1988, ISBN 83-05-11760-X
- Spadochronowa opowieść czyli o żołnierzach generała Sosabowskiego i cichociemnych, Warszawa 1991, ISBN 83-206-0838-4
- Mord w Katyniu. Kozielsk – Ostaszków – Starobielsk. Lista ofiar, Warszawa 1991, ISBN 83-211-1408-3
- Charków. Księga Cmentarna Polskiego Cmentarza Wojennego, Warszawa 2003 (jako współautor), ISBN 83-916663-5-2
- Cichociemni i spadochroniarze 1941–1956, Warszawa 2009, ISBN 978-83-7399-371-6

## Odznaczenia
8 kwietnia 2008 roku rada Polskiej Fundacji Katyńskiej nadała mu Medal Dnia Pamięci Ofiar Zbrodni Katyńskiej, a 24 marca 2011 roku Prezydent RP Bronisław Komorowski odznaczył go Krzyżem Oficerskim Orderu Odrodzenia Polski za wybitne zasługi w upowszechnianiu prawdy katyńskiej.